# Macchi M.C.205 Veltro
Le Macchi M.C.205 Veltro (« lévrier ») est un avion de chasse italien produit à partir du milieu de la Seconde Guerre mondiale.

## Conception
Le Macchi M.C.205V Veltro est conçu  à partir de la cellule du M.C.202 et du moteur allemand Daimler-Benz DB 605A. Il effectue son vol initial le 19 avril 1942 mais n'est produit en masse que tardivement en raison d'une faiblesse dans la production en série de moteurs. Environ 200 exemplaires sont construits.
Deux versions de prototype sont conçues : le M.C.206 et le M.C.207.

## Engagements
À cause de ces retards, la mise en service n'a lieu que vers juin 1943. Il effectue ses premiers combats en juillet, puis, à partir de la capitulation italienne, sert à la fois dans le camp allié et dans celui de l'Axe, la République de Salò en ayant conservé de nombreux exemplaires.

## Variantes
Avec une production limitée et une courte durée de vie, le C.205 connut un nombre limité de modifications. Après les 100 premiers exemplaires, les mitrailleuses d'aile de 7,7 mm furent remplacées par deux canons MG 151 de 20 mm.
- M.C.205 : un prototype armé de deux mitrailleuses de 12,7 mm plus deux mitrailleuses de 7,7 mm.
- M.C.205V : version de production principale.
- M.C.205S : chasseur d'escorte à longue distance avec un réservoir de 200 l monté en place des mitrailleuses de fuselage ; 18 conversions à partir d'avions de production.
- M.C.205N : version à moteur DB 605. L'avion avait une nouvelle aile avec une envergure portée à 11,25 m. La surface alaire s’en trouvait augmentée à 19 m2. Fuselage allongé qui porte sa longueur totale à 9,65 m. En outre, le fuselage fut adapté pour le montage d’un canon MG151 de 20 mm. L’augmentation de poids résultante se répercuta sur les performances tout en compliquant la manutention.
- M.C.205N-1 : prototype d’intercepteur à haute altitude. Armé de quatre mitrailleuses de 12,7 mm montées dans le fuselage, plus un canon de 20 mm monté sur le moteur.
- M.C.205N-2 Orione : prototype d'intercepteur à haute altitude. Armé de trois canons de 20 mm et deux mitrailleuses de 12,7 mm. Les renflements de mitrailleuses sont remplacés par un carénage profilé.;
- M.C.206 : armement similaire au MC205N-1 avec une aile plus grande (21 m2) et plus légère. La diminution de poids donne à cette machine des performances similaires à celles de la version C;..205V. L'aile plus grande aurait permis le combat à des altitudes plus élevées, mais le prototype unique fut détruit lors de bombardements alliés avant d'être terminé.
- M.C.207 : projet similaire au C.206 mais propulsé par un moteur Daimler-Benz DB 603 et armé de quatre canons de 20 mm. Aucun avion de ce type ne fut construit.

## Autres caractéristiques
Le Macchi M.C.205 est une machine exceptionnellement agile à moyenne et basse altitudes et est le seul chasseur de la série 5 à avoir eu un emploi opérationnel significatif, les deux autres chasseurs - le Reggiane Re.2005 et le Fiat G.55 Centauro - n'ayant pas été produits en nombre suffisant avant la fin de la guerre. Il se montre capable de rivaliser avec les meilleurs chasseurs alliés.